# Лютиковые
Лю́тиковые (лат. Ranunculáceae) — семейство двудольных свободнолепестных растений. Представители семейства — однолетние, двулетние и многолетние травы; иногда (например, некоторые виды рода Ломонос) — полукустарники и вьющиеся кустарники. В соответствии с системой классификации APG IV (2016) семейство относится к порядку Лютикоцветные (Ranunculales) дочерней клады Эвдикоты клады Цветковые растения и по состоянию на июнь 2024 года включает в себя 53 рода и 3 710 видов растений.

## Биологическое описание
У части видов листья только прикорневые, у других ещё и стеблевые, у большинства очерёдные (только у ломоноса супротивные) — без прилистников, цельные или пальчато- или перисто-рассечённые; основание черешка большей частью расширено в виде влагалища.
Цветки у одних лютиковых правильные, у других неправильные; у большинства обоеполые и у немногих однополые. Развиваются цветки либо поодиночке на верхушке стебля или в листовых пазухах, либо в кистях или метёлках. Типичный цветок устроен так: пять чашелистиков, пять лепестков, множество тычинок и пестиков; но от этого типа наблюдаются многочисленные уклонения; так, чашелистиков бывает три или очень много; иногда они бывают лепестковидными, и тогда венчик вовсе не развивается или остается зачаточным; иногда лепестки превращаются в трубчатые нектарники; количество пестиков уменьшается иногда до одного. Пестики расположены на выпуклом цветоложе спиралью или спирально-циклически.
Формула цветка: от {\displaystyle \ast P_{\infty }\;A_{\infty }\;G_{\infty }} до {\displaystyle \ast K_{5}\;C_{{5}-{\infty }}\;A_{\infty }\;G_{\underline {\infty }}} (есть {\displaystyle \uparrow }).
Плод — чаще всего многолистовка, многоорешек, реже сочная однолистовка. Семена содержат большой белок и маленький зародыш.

## Распространение
В основном представители семейства встречаются во внетропических областях Северного полушария, до арктической области включительно. Довольно значительное число видов произрастает в тропическом поясе, но главным образом в высокогорных районах, а также во внетропических областях Южного полушария. В Арктике семейство представлено 13 родами. По числу видов оно занимает заметное положение в её флоре.
Основное количество видов семейства — растения, связанные с условиями достаточного и отчасти избыточного увлажнения или избыточного увлажнения в начале вегетационного периода. Есть среди них и водные растения. Обязательным условием существования лютиковых в условиях Арктики является достаточная защита снежным покровом в зимнее время.

## Химический состав
В растениях этого семейства найдены разнообразные активные вещества. Одна группа растений содержит летучее, раздражающее кожу (в свежем растении) вещество — протоанемонин (анемонол); во второй группе содержатся алкалоиды; в третьей — карденолиды. Некоторые роды к этим группам не относятся. Кроме того, по-видимому у всех групп надземные части содержат флавоноиды (кверцетин, кемпферол и др.). Редко и в небольших количествах встречаются эфирные масла, смолы, сапонины, дубильные вещества. В семенах — жирные масла.

## Классификация

### Таксономическое положение
- Ranunculaceae Juss., 1789, Gen. Pl. 231

Семейство Лютиковые (Ranunculaceae) относится к порядку Лютикоцветные (Ranunculales) и насчитывает 53 рода и 3 709 ботанических видов. Таксономическая схема в соответствии с Системой APG IV по состоянию на июнь 2024 года):
|  |                          |  |                                   |                       |                     |  | еще 6 семейств |         |  |             |
|  |                          |  |                                   |                       |                     |  |                |         |  |             |
|  |                          |  |                                   | порядок Лютикоцветные |                     |  |                |         |  |             |
|  |                          |  |                                   |                       |                     |  |                |         |  | 3 710 видов |
|  | клада Цветковые растения |  |                                   |                       | семейство Лютиковые |  |                | 53 рода |  |             |
|  | клада Цветковые растения |  |                                   |                       |                     |  |                | 53 рода |  |             |
|  |                          |  | ещё 63 порядка цветковых растений |                       |                     |  |                |         |  |             |
|  |                          |  |                                   |                       |                     |  |                |         |  |             |

### Роды
- Aconitum L. — Борец, или Аконит
- Actaea L. — Воронец
- Adonis L. — Адонис
- Anemoclema (Franch.) W.T.Wang
- Anemonastrum Holub — Ветреник
- Anemone L. — Ветреница, или Анемона
- Anemonella Spach (Thalictrum)
- Anemonoides Mill. — Ветреничка, или Ветровочник, или Анемоноидес
- Anemonopsis Siebold & Zucc. — Анемонопсис
- Aquilegia L. — Водосбор, или Аквилегия
- Arcteranthis Greene
- Asteropyrum J.R.Drumm. & Hutch.
- Batrachium (DC.) Gray — Шелковник
- Beesia Balf.f. & W.W.Sm.
- Calathodes Hook.f. & Thomson
- Callianthemoides Tamura
- Callianthemum C.A.Mey. — Каллиантемум, или Красивоцвет, или Рутовник
- Caltha L. — Калужница
- Clematis L. — Ломонос, или Клематис
- Coptis Salisb. — Коптис
- Cyrtorhyncha Nutt.
- Delphinium Tourn. ex L. — Живокость, или Дельфиниум, или Шпорник
- Dichocarpum W.T.Wang & P.K.Hsiao
- Enemion Raf. — Энемион
- Eranthis Salisb. — Весенник, или Эрантис
- Eriocapitella Nakai
- Glaucidium Siebold & Zucc. — Глауцидиум
- Gymnaconitum (Stapf) Wei Wang & Z.D.Chen
- Halerpestes Greene — Ползунок
- Hamadryas Comm. ex Juss.
- Helleborus Tourn. ex L. — Морозник, или Геллеборус
- Hepatica Mill. — Печёночница
- Hydrastis J.Ellis ex L. — Желтокорень, или Гидрастис
- Isopyrum L. — Равноплодник
- Knowltonia Salisb.
- Leptopyrum Rchb. — Лептопирум
- Leucocoma (Greene) Nieuwl.
- Megaleranthis Ohwi
- Metanemone W.T.Wang
- Nigella L. — Чернушка, или Нигелла
- Oxygraphis Bunge — Оксиграфис
- Paraquilegia J.R.Drumm. & Hutch. — Лжеводосбор
- Paroxygraphis W.W.Sm.
- Peltocalathos Tamura
- Psychrophila (DC.) Bercht. & J.Presl
- Pulsatilla Mill. — Прострел
- Ranunculus L. — Лютик
- Semiaquilegia Makino — Полуводосбор
- Thacla Spach
- Thalictrum Tourn. ex L. — Василистник
- Trautvetteria Fisch. & C.A.Mey.
- Trollius L. — Купальница
- Urophysa Ulbr.
- Xanthorhiza Marshall

Ранее в состав семейства включались также самостоятельные роды
- Beckwithia Jeps. — сейчас включен в род Ranunculus
- Ceratocephala Moench — Рогоглавник — сейчас включен в род Ranunculus
- Cimicifuga Wernisch. — Клопогон, или Цимицифуга — сейчас включен в род Actaea
- Consolida Gray — Сокирки, или Консолида — сейчас включен в род Delphinium
- Coptidium (Prantl) Rydb. — Арктолютик — сейчас включен в род Ranunculus
- Ficaria Guett. — Чистяк — сейчас включен в род Ranunculus
- Kingdonia Balf.f. & W.W.Sm. — перенесен в семейство (Circaeasteraceae — Цирцеастровые)
- Krapfia DC. — сейчас включен в род Ranunculus
- Kumlienia Greene — сейчас включен в род Ranunculus
- Laccopetalum Ulbr. — сейчас включен в род Ranunculus
- Miyakea Miyabe & Tatew. — Миякея — сейчас включен в род Pulsatilla
- Myosurus L. — Мышехвостник — сейчас включен в род Ranunculus
- Naravelia Adans. — сейчас включен в род Clematis
- Oreithales Schltdl. — сейчас включен в род Knowltonia
- Pseudodelphinium H.Duman, Vural, Aytaç & Adigüzel — сейчас включен в род Delphinium
- Souliea Franch. — сейчас включен в род Actaea